# مصطفی محمدی
مصطفی محمدی (زادهٔ ۱۳۴۱ در جوانرود) نمایندهٔ حوزهٔ انتخابیهٔ پاوه و جوانرود در دورهٔ هفتم مجلس شورای اسلامی بوده‌است. وی پیش‌تر در دورهٔ ششم نیز عضو این مجلس بود.